# Ізмаїл (жудець)
Жуде́ць Ізмаї́л — адміністративно-територіальна одиниця Румунського королівства на півдні Бессарабії у 1925—1938 роках з центром в Ізмаїлі.
Існував також у 1941—1944 роках у дещо зменшеному вигляді за рахунок передання його частини до складу жудця Кілія.

## Історія
1917 року новопроголошена Молдовська Демократична Республіка виокремила із колишніх Ізмаїльського та Бендерського повітів Російської імперії нову адмінодиницю — жудець Кагул. Замість переданих до останнього територій жудець Ізмаїл отримав частину земель колишнього Аккерманського повіту і таким чином розкинувся на північ від Кілійського гирла і дельти Дунаю, а також отримав вихід до моря.
Після приєднання до Королівства Румунії 1918 року адміністративний устрій південної Бессарабії залишився без змін. Жудець Ізмаїл межував із жудцями Четатя-Албе і Кагул на півночі, жудцем Ковурлуй — на заході, Тулча — на півдні та Чорним морем — на південному сході. Після адміністративно-конституційної реформи 1938 року цей жудець злився з жудцями Бреїла, Кагул, Ковурлуй, Фелчу, Путна, Римніку Серат, Текуч, Тулча і Тутова, утворивши таким чином Цинут Дунерій.
Після приєднання до СРСР жудець ліквідований унаслідок утворення Акерманської області, натомість його складові частини — 4 пласи, — продовжили існування і були названі районами. Переважна частина території жудця Ізмаїл знаходиться у складі південних районів Одещини, а решта належить до Кагульського району та Гагаузької автономії Республіки Молдова.

## Адміністративно-територіальний поділ

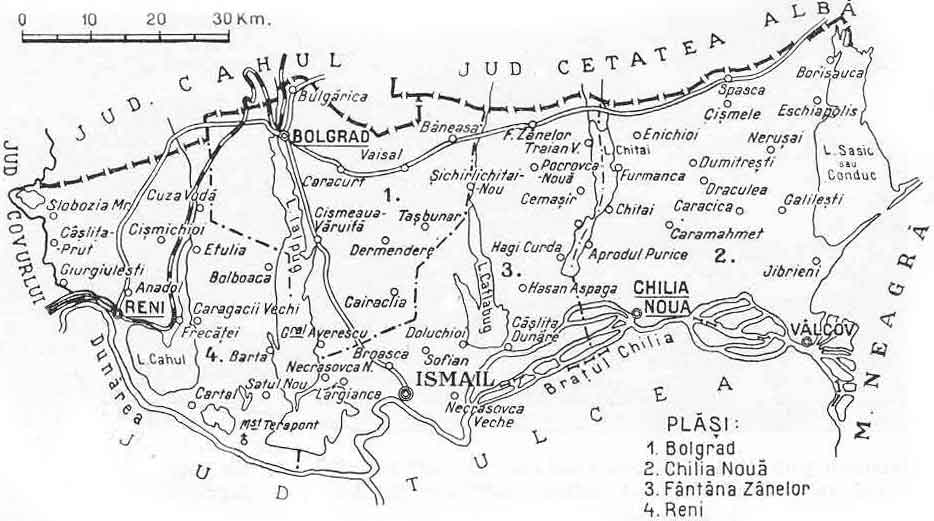
Жудець Ізмаїл у 1938.

Станом на 1930 рік жудець включав чотири райони (рум. plăși):
- Болград із центром у місті Болград (рум. Bolgrad)
- Кілія із центром у місті Кілія (рум. Chilia Nouă)
- Ізмаїл із центром у селі Кирнички (рум. Fântâna Zânelor)
- Рені із центром у місті Рені (рум. Reni).

Ізмаїл та Вилкове (як і решта міст) були окремими міськими комунами.

## Населення

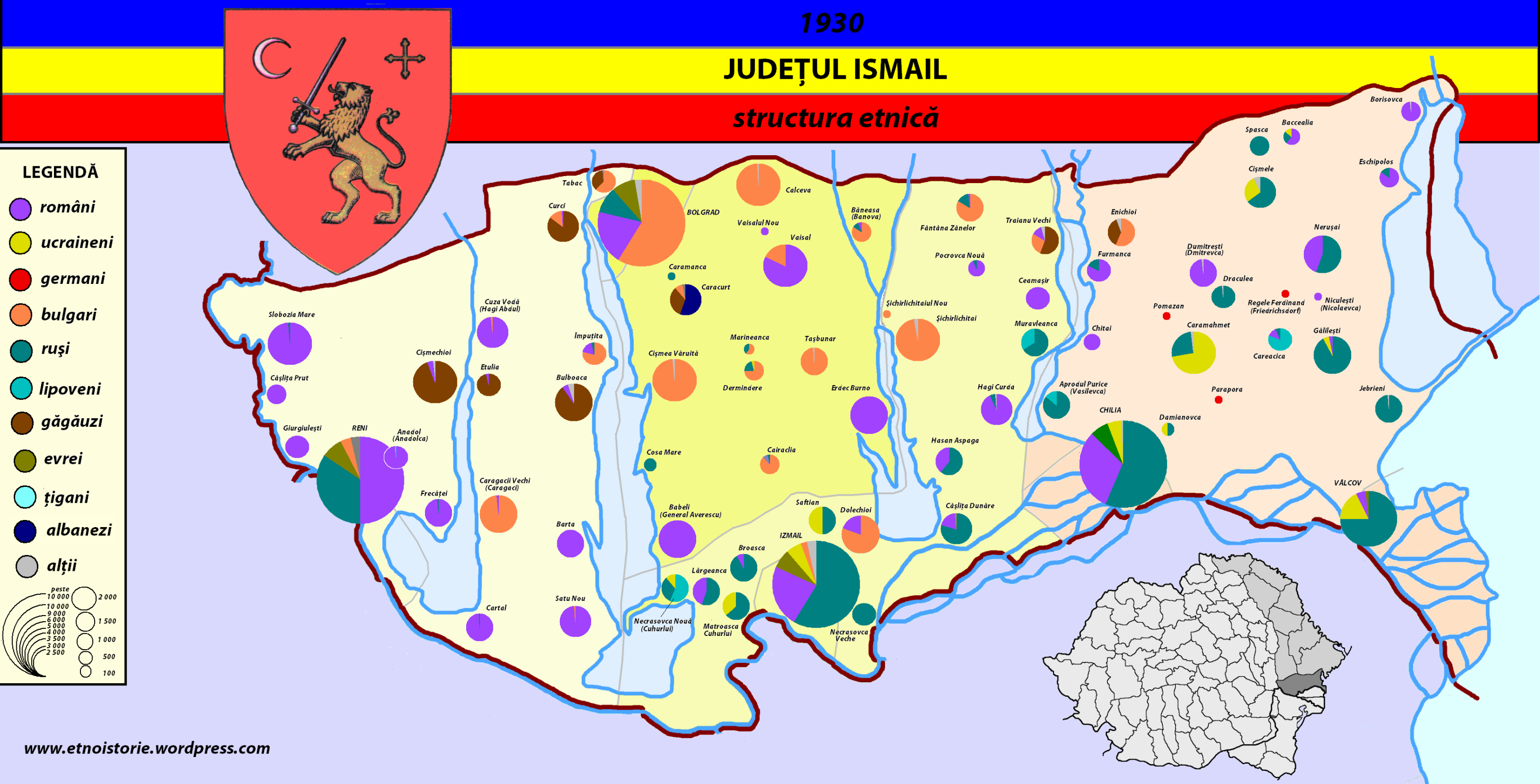
Етнічна структура Ізмаїльського жудця (1930)

За даними перепису 1930 року, населення повіту становило 225 509 осіб, з них 31,9 % румунів, 29,7 % росіян, 19,2 % болгар, 6,9 % гагаузів, 4,7 % українців, 2,8 % євреїв тощо. У релігійному відношенні населення складали 87,9 % православних, 7,6 % православних-старообрядців, 2,9 % юдеїв та ін.
У дійсності українців було значно більше — приблизно 20 тисяч українців в селах Броска, Ларжанка, Матроска, Саф'яни, Кислиця, Гасан-Аспага (Вишневе), Карамахмет (Шевченкове), Дракула (Трудове), Нерушай, Галілешти (Десантне) та інших було записано росіянами. 3 тис. болгар села Вайсал (Василівка) було записано румунами, у той же час серед «інших» налічувалось приблизно 7 тис. «липован», яких записали окремо від росіян.

### Містяни
Міських жителів повіту налічувалося 75 860 осіб, з яких 44,7 % росіян, 24,6 % румунів, 12,4 % болгар, 8,1 % євреїв, 5 % українців, 0,7 % греків та ін. У релігійному відношенні міське населення жудця складалося з 80,7 % православних, 9,3 % православних-старообрядців (липовани), 8,2 % юдеїв, 0,7 % католиків тощо.

## Економіка
Структура економіки повіту мала яскраво виражене переважання аграрного сектору. Загальна площа орних земель складала 287 194 га, або 68,18 % від усієї території жудця, тоді як на сінокоси та ліси припадало 921 і 34 866 га відповідно. Виноградників — 8105 га. Мешканці дунайських поселень також займалися рибальством і виробництвом ікри.

## Транспорт
Сумарна довжина шляхів повіту становила 1560,3 км. Головні напрямки:
- Галац — Рені — Болград — Тарутине.
- Комрат — Болград — Ізмаїл — Кілія.
- Болград — Четатя-Албе.

Відстань дорогою Ізмаїл-Болград — 42 км; Ізмаїл-Кілія — 41 км.
Територією повіту проходила єдина залізнична лінія Галац — Басарабяска (61 км).